# Takeshi Watanabe
Takeshi Watanabe, född 10 september 1972 i Shizuoka prefektur, Japan, är en japansk tidigare fotbollsspelare.